# Sanyang (köpinghuvudort i Kina, Jiangxi Sheng, lat 27,92, long 114,39)
Sanyang är en köpinghuvudort i Kina. Den ligger i provinsen Jiangxi, i den sydöstra delen av landet, omkring 170 kilometer sydväst om provinshuvudstaden Nanchang. Antalet invånare är 38 106. Befolkningen består av 18 199 kvinnor och 19 907 män. Barn under 15 år utgör 24,0 %, vuxna 15-64 år 69 %, och äldre över 65 år 6,0 %.
Runt Sanyang är det tätbefolkat, med 343 invånare per kvadratkilometer. Närmaste större samhälle är Yichunshi, 14,3 km söder om Sanyang. Trakten runt Sanyang består till största delen av jordbruksmark.
Genomsnittlig årsnederbörd är 2 270 millimeter. Den regnigaste månaden är maj, med i genomsnitt 375 mm nederbörd, och den torraste är oktober, med 33 mm nederbörd.